# Williams FW05
O FW05 é o modelo da Williams da temporada de 1976 da F1. 
Foi guiado por Jacky Ickx, Michel Leclere, Tom Belsø, Arturo Merzario, Chris Amon, Warwick Brown e Hans Binder.
Williams